# 国鉄ワキ1形貨車

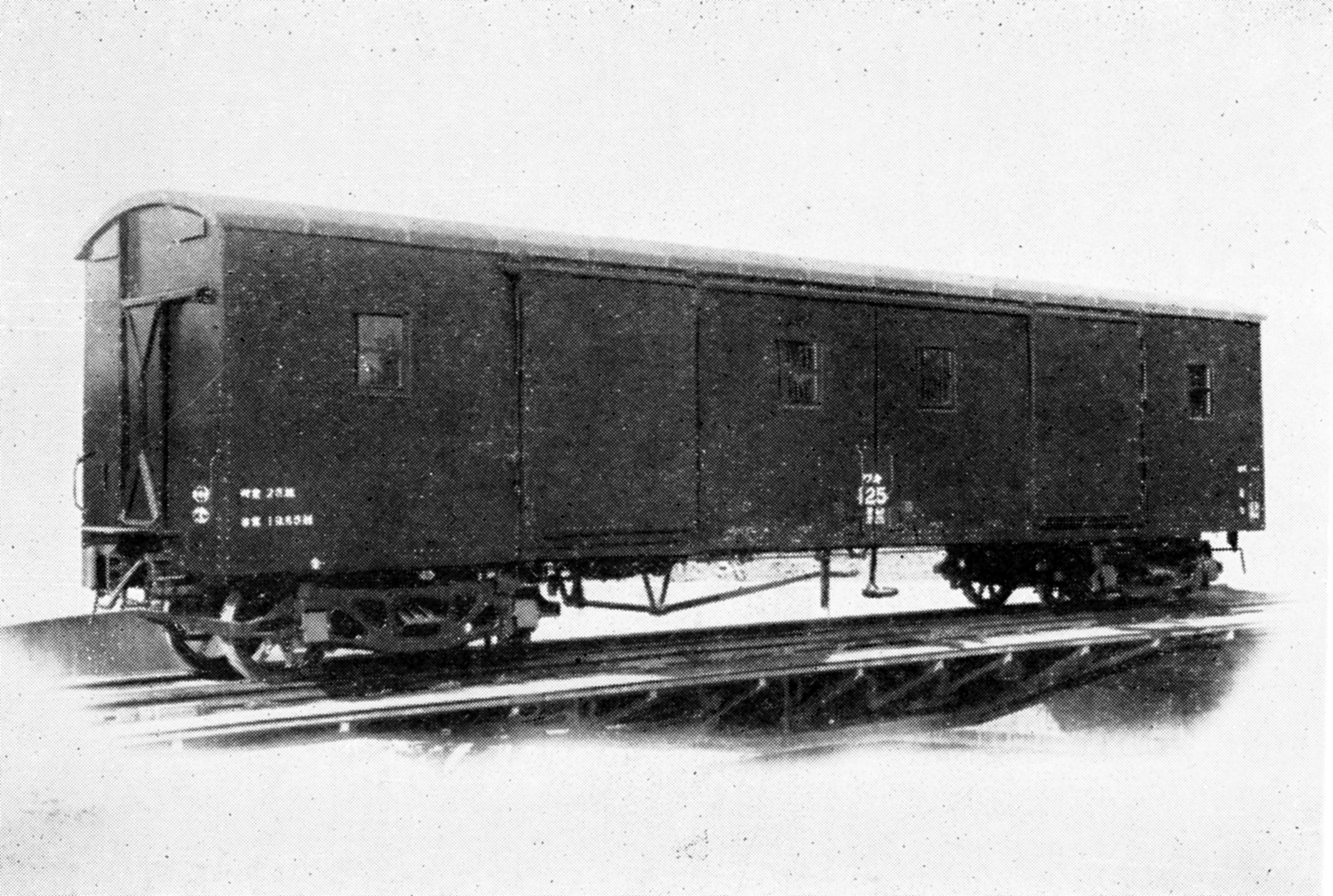
ワキ1形（タイプ2）

国鉄ワキ1形貨車（こくてつワキ1がたかしゃ）は、かつて日本国有鉄道（国鉄）に在籍した有蓋貨車である。

## 概要
特別小口扱便用の専用貨車として鉄道省が製造した、25 t積み二軸ボギー式有蓋貨車である。太平洋戦争前の1930年（昭和5年）から1940年（昭和15年）にかけて290両が新製され、戦後の1960年（昭和35年）から1962年（昭和37年）にかけて余剰となり老朽化したレキ1形冷蔵車からの改造名義で100両が増備された。日本の国有鉄道で初めて新製された「ワキ」である。

## 構造
基本構造は、1929年（昭和4年）から製作されたワム21000形をストレッチしたもので、鋼製の外板と木製の内羽目との間に空間を設けた二重羽目構造も同様である。13 mあまりの車体の側面2か所に幅1,700 mmの荷役用引戸を備え、走行中の車内で積荷の仕分けを行う関係上、側面には窓、妻面には貫通扉（引戸）と渡り板、室内には電灯が設けられた。
台枠は溝形鋼を使用した平型で、ボギーセンター間は9,600 mm、自重は20.0 - 21.5 tである。
台車は高速用の鋳鋼製台車であるTR24を新規開発のうえ装備している。設計最高速度は85 km/hであるが、有事の際は最高速度95 km/hで運転可能とされた。

## 分類

### ワキ1形
ワキ1形は、製造時期により次の4種の形態に分類される。下記のほか、二車現存車を改番したワキ291が存在した。

#### タイプ1

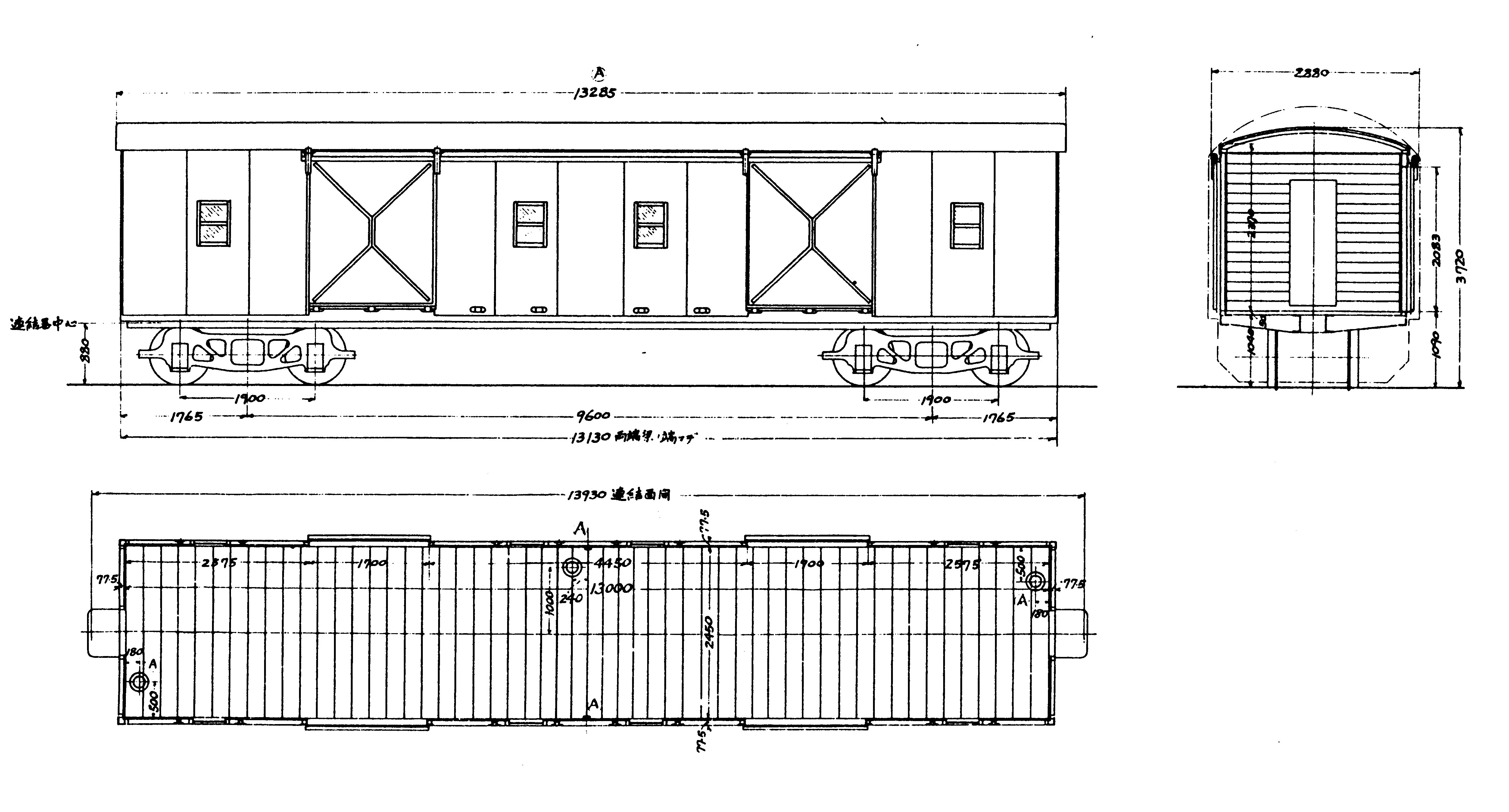
タイプ1の形式図

1930年に製造されたグループで、ワキ1 - 50の50両である。製造所は30両（ワキ1 - 30）が日本車輌製造、20両（ワキ31 - 50）が川崎車輛である。
車体はリベット組み立てで、全長は13,930 mm、車体長は13,130 mmである。側引戸は片開き式で外側にダブルY字型の補強があり、貫通扉とともにこの部分の木製内張りはない。側面の4箇所に横桟が1本入った窓が設けられている。屋根上の通風器はない。

#### タイプ2

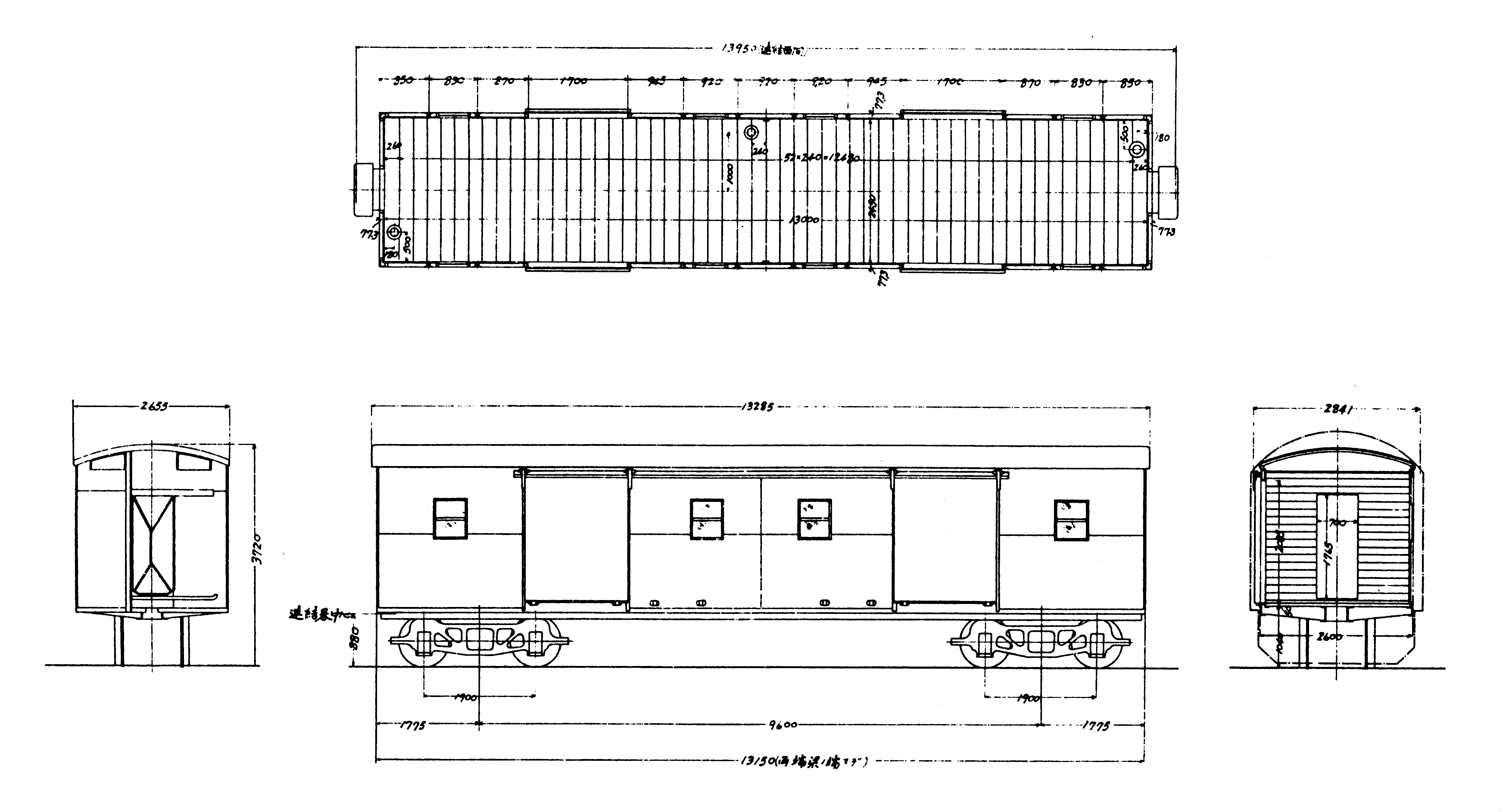
タイプ2の形式図

1934年（昭和9年）から1937年（昭和12年）にかけて製造されたグループで、ワキ51 - 140の90両である。製造所は1934年度製の15両（ワキ51 - 65）が川崎車輛、1935年（昭和10年）度製の45両（ワキ66 - 110）、1936年度製の30両（ワキ111 - 140）が日本車輌製造である。
このグループは、全長と車体長が20 mm伸びて13,950 mm/13,150 mmとなり、側引戸に内張りが設けられたほか、外側の補強がなくなった。他は、タイプ1と同様である。

#### タイプ3

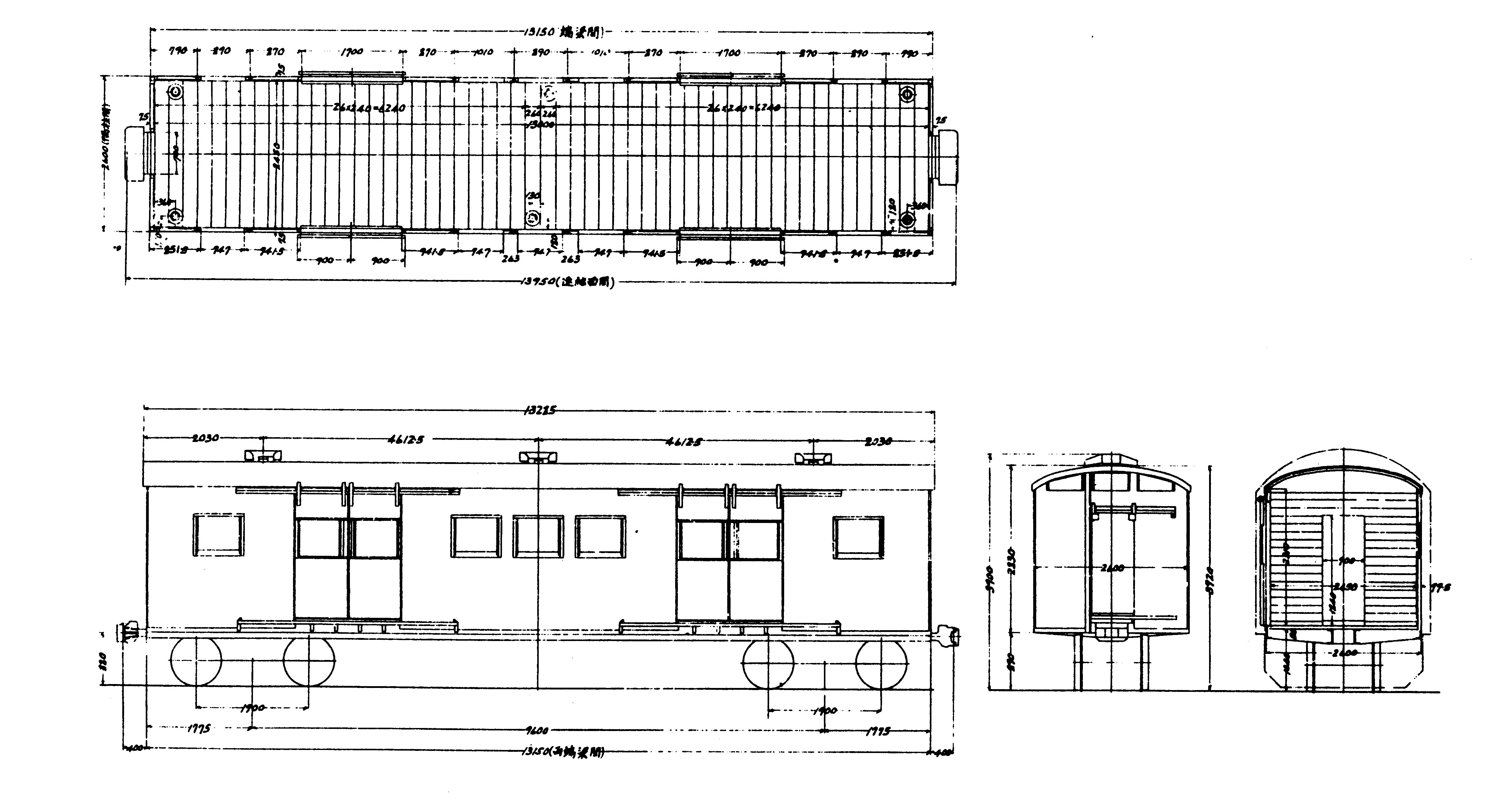
タイプ3の形式図

1937年から1940年にかけて製造されたグループで、ワキ141 - 290の150両である。製造所はすべて日本車輌製造で、1937年度製が50両（ワキ141 - 190）、1938年度製が75両（ワキ191 - 265）、1940年度製が25両（ワキ266 - 290）である。
このグループは従来のグループに比べて大幅な設計変更がなされており、主要寸法はタイプ2と同じであるものの、側引戸が荷役の便を図って両開き式として窓を設けるとともに、車体の窓も5か所に増設し、側面には都合9枚の窓が並ぶこととなった。屋根上にもガーランド形通風器が3個設けられている。台車は、ブレーキ装置が従来の片押し式から両抱き式に変更されている。
また、本グループから本形式の緩急車版であるワムフ1形が製造された。

#### タイプ4

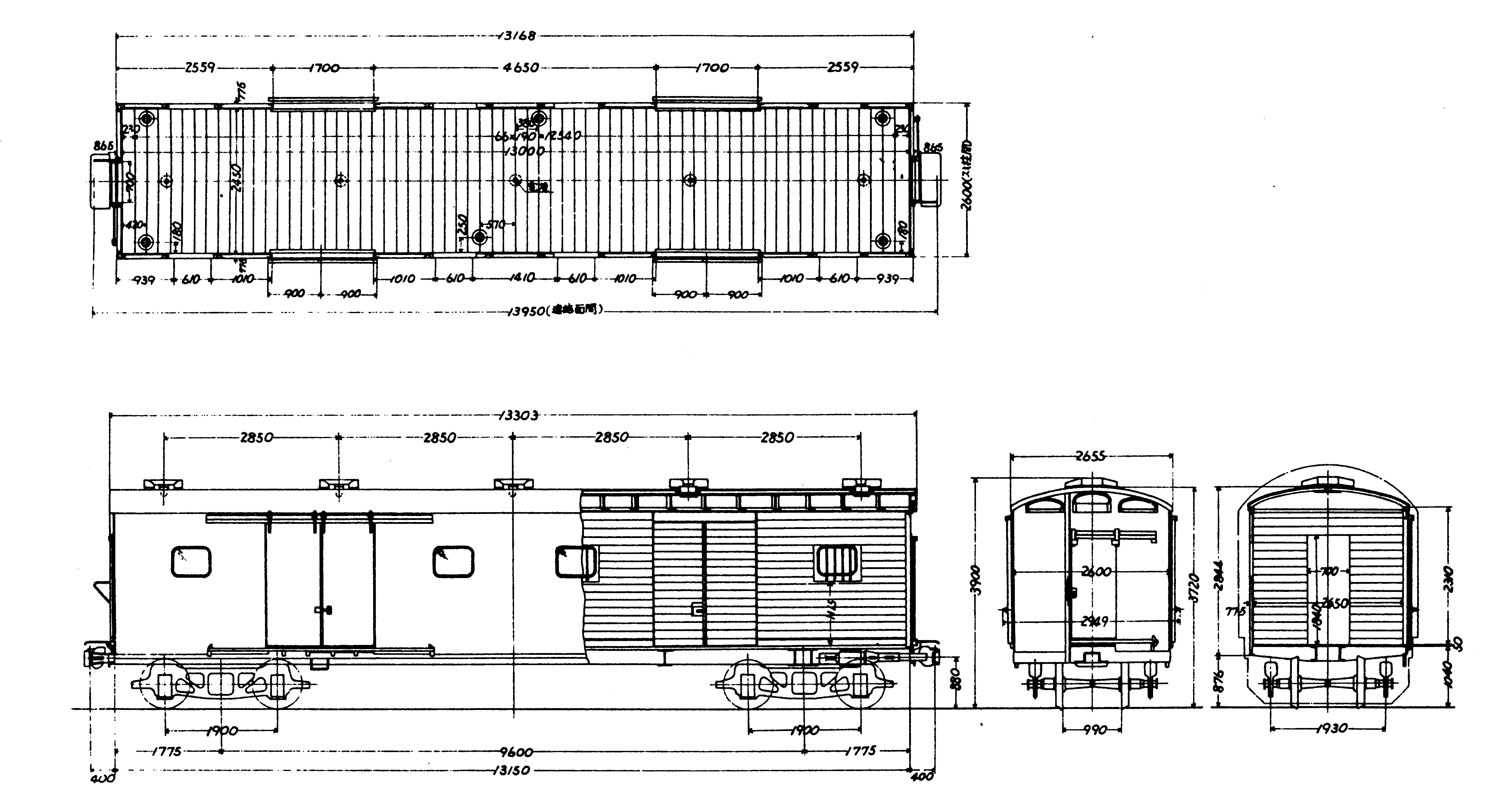
タイプ4の形式図

1960年から1962年にかけて、余剰となり老朽化も激しかったレキ1形冷蔵車のTR24台車とブレーキ装置等の部品を流用し、ワキ1000形タイプ4に準じた車体を新製して製作されたものである。ワキ300 - 399の100両で、1960年度と1961年（昭和36年）度に各50両（ワキ300 - 349, 350 - 399）が、国鉄郡山工場で製作された。
基本寸法はタイプ3と同様であるが、溶接組み立てとなって側引戸の窓がなくなり、車体の窓も4か所としてHゴム支持の固定窓とされた。屋根上の通風器もワキ1000形同様5個に増やされている。台車のブレーキ装置は、種車の関係で再び片押し式となった。

### ワムフ1形

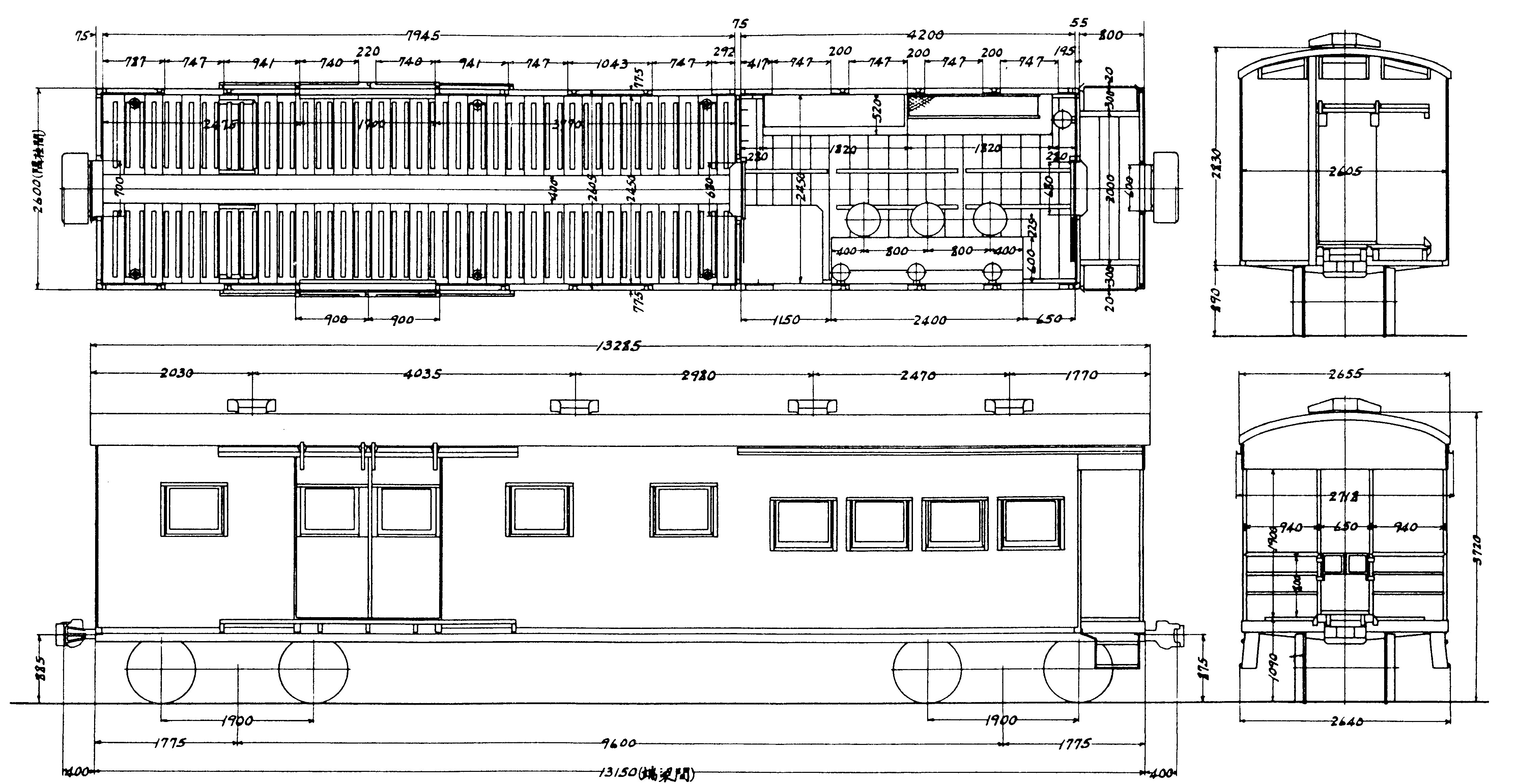
ワムフ1形の形式図

ワムフ1形は、ワキ1形にヨ2000形車掌車に準じた車掌室を設けた構造の15トン積み有蓋緩急車である。1937年（昭和12年）および1938年（昭和13年）に30両（ワムフ1 - 30）が日本車輌製造で製造された。
基本的な仕様は、ワキ1形のタイプ3に準じており、有蓋室の3箇所と両開き式の荷役用扉に側窓が設けられている。台車もワキ1形と同じく高速用鋳鋼製台車のTR24であるが、荷重の偏積に配慮して、枕ばねの重ね板ばねが貨物室側が3連、車掌室側が2連、同じく軸ばねが2重、1重とされている。
戦後の1953年（昭和28年）から1954年（昭和29年）にかけて、当時既に廃車となっていた2両（ワムフ10, 29）を除いた28両が貨物室を縮小して便所、洗面所および天井水槽を設置され、ワムフ100形（ワムフ170 - 197）に編入されて、ワムフ1形は形式消滅となった。
各年度による改造工場と両数は次のとおりである。
- 1953年（昭和28年）度 大宮工場 10両、後藤工場 5両
- 1954年（昭和29年）度 大宮工場 10両、後藤工場 3両

## 運用

### 戦前の特別小口扱・宅扱列車への投入

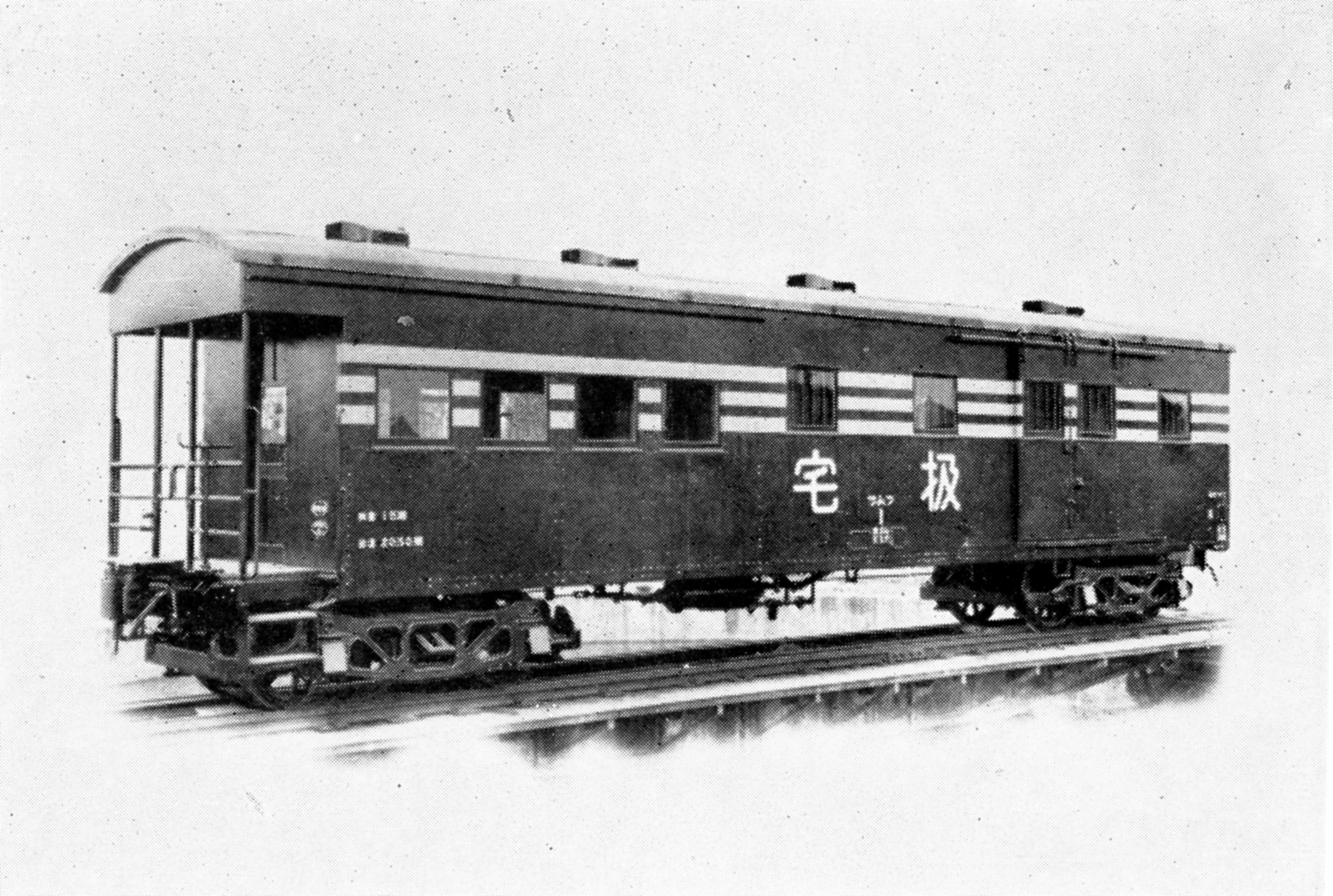
宅扱塗装のワムフ1形

本形式は、1927年（昭和2年）に始まった特別小口扱輸送専用車として運用された。直流電車の付随車サハ19形を貨車に改造したワ50000形・ワフ20000形と併結し、最高速度85 km/hで運転された。
1937年から始まった宅扱急行貨物列車では、車体窓周りに淡橙色の太帯3本と赤の細帯2本を巻き、腰板中央部に大きな白文字で「宅扱」と標記して、東海道本線・山陽本線で運用された。牽引する機関車には旅客用のEF51形やC51形が使用された。「宅扱」の名称は公募により決定された。
宅扱便は、太平洋戦争中の1942年（昭和17年）に、戦時輸送を強化するために廃止され、本形式は他の有蓋車とともに一般輸送に供された。1943年（昭和18年）2月2日より1947年（昭和22年）8月31日の期間は、戦時対応により95 km/h にて運用された。

### 中国大陸への供出
1938年（昭和13年）から1939年（昭和14年）にかけて、陸軍の要請により6両が中国大陸へ送られたが、その後の消息は不明である。内訳は北支方面3両（標準軌に改軌）、山西方面3両（1,000 mm軌間に改軌）である。

### 戦後直後の運用
1945年（昭和20年）8月に日本が敗戦すると、旅行自粛の解除にともない鉄道輸送量が激増し、客車の荒廃が進んだが、本形式はその収容力の大きさから代用客車としても重宝された。
一部は日本を占領した連合国軍に接収され、連合軍専用客車として運用された。その詳細については、後述する。また、連合国軍から返還された車両の一部は貨車に復帰せず、そのまま客車（荷物車）として使用されている。

### 戦後の急行・特急貨物列車への投入
1949年（昭和24年）には、戦前の宅扱便が急行小口貨物として復活し、本形式は黄かん色で帯と「急行便」標記が施され、同年に登場した最高速度75 km/hのワキ1000形とともに専用列車で使用された。ワムフ1形はトイレを設置してワムフ100形に編入された。
1952年（昭和27年）には、ワムフを「電灯母車」として電源を周囲の複数のワキに供給する方式に変更され、当時のワキ全車に装備されていた車軸発電機と蓄電池箱が原則撤去されている（電源供給車には「▲」、電源のない車両には「△」が標記された）。このため、ワキによる編成の途中に複数箇所でワムフが連結される列車が見られた。
1961年には、急行便が「特急」 (85 km/h) と「急行」 (75 km/h) に分離され、本形式のうち50両に黄帯と「特急」標記を施して特急貨物用とされ、急行貨物用は帯を抹消して「急行」と標記された。
特急用の黄帯と「急行」標記は1965年（昭和40年）10月に廃止され、その後「特急」標記も廃止された。1979年（昭和54年）には小口扱自体が小荷物に統合され消滅している。

### 戦後の改造
昭和29年度貨車更新修繕（昭和29年5月19日通達）により、戦災で休車中の2両（ワキ119, ワキ138）が、新津工場にて復旧工事を受けこの際､電灯装置が新たに取り付けられた。また、大宮工場にて40両、名古屋工場にて40両、高砂工場にて40両、小倉工場にて40両の合計160両にも電灯装置が新たに取り付けられた。この工事は、翌年の昭和30年度貨車更新修繕（昭和30年6月22日通達）でも行われ、前年未改造の車に対して大宮工場にて20両、名古屋工場にて20両、高砂工場にて20両、小倉工場にて25両の合計85両に対して電灯装置が新たに取り付けられた。
昭和34年度貨車整備工事改造（昭和34年8月8日通達）により大宮工場にて37両（関東支社専属の荷物車代用車）に電気暖房装置が取り付けられた。
1967年（昭和42年）には、東海道新幹線用の緩急車兼用救援車935形として、7両が本形式および後身形式から改造されている。

### ばら積み輸送への使用
容積の大きい本形式は、穀物などのバラ積み輸送にも重用された。この場合は、扉部に堰板を設けて車内に流し込んだ。後年、穀物専用ホッパ車のホキ2200形が登場したが、同形式は専用の荷役設備を必要とするため、これを要しない本形式は、相変わらずバラ積み輸送用として重用されたという。

### 廃車
本形式の廃車は、1971年（昭和46年）度から本格的に始まり、形式消滅は1979年度であった。

## 連合軍専用客車
太平洋戦争後の1946年（昭和21年）から、本形式から38両が連合軍専用客車として接収された。これらは、他の専用車と同様に明るい茶色の車体に白帯を巻いた姿となり、連合軍専用列車で運用された。その詳細は次のとおりである。

### 販売車
販売車 (Commissary Car) とは、基地を回り兵員に物品の販売を行った車両である。本形式からは、21両が指定された。大半が倉庫用として使われたが、販売員の居住スペースとしても使用された。また、冷蔵設備を設けたものも多く、これらは冷蔵スペースに相当する部分の側窓と扉を埋めている。
- 2703 (II)  - WARM SPRINGS - ホミ811（ワキ262） - 1946年11月改造 NG - 指定時期不明 - 1949年2月解除 → 1953年9月 貨車（原番）復帰 OF ※半室が常温倉庫で、残りは販売員の居住スペース。
- 2704 (II)  - LONG BEACH - ホミ812 → ホミ1810（ワキ286） - 1946年11月改造 ST - 指定時期不明 - 1952年7月解除 → 1952年7月 ナニ6338に改造 ※半室が常温倉庫で、残りは販売員の居住スペース。
- 2705 (II)  - BIG SPRINGS - ホミ813 → ホミ1820（ワキ232） - 1946年11月改造 ST - 1947年7月二次改造 OY - 指定時期不明 - 1952年7月解除 → 1958年7月 貨車（原番）復帰 TS ※全室が販売員の居住スペース。
- 2722 - DAYTONA BEACH - ホミ831（ワキ173） - 1947年6月改造 OM - 1947年7月指定 - 1949年4月解除 → ナニ6333に改造 ※全室倉庫。一端に乗務員室を設置。
- 2723 - PALM SPRINGS - ホミ841 → ナミ841 → ナミ1850（ワキ280） - 1947年6月改造 OM - 1947年7月指定 - 1952年7月解除 ※常温倉庫のほか、天井氷槽式の冷凍室と冷蔵室を備える。
- 2724 - COLORADO SPRINGS - ホミ851 → ナミ845（ワキ266） - 1947年6月改造 OM - 1947年7月指定 - 1949年3月解除 → オニ6320に改造 ※4分の1が天井氷槽式の冷蔵室、反対側の4分の1が販売員の居住スペース、残りが常温倉庫である
- 2726 - CENTRAL FALLS - ホミ861 → ナミ850（ワキ288） - 1947年5月改造 OM - 1947年7月指定 - 1949年2月解除 → 1949年8月 レサ1に改造 OY ※全室が天井氷槽式の冷蔵室。
- 2728 - CRATER LAKE - ホミ834（ワキ57） - 1947年11月改造 ST - 1947年11月指定 - 1949年4月解除 → 1949年4月 ナニ6330に改造 ※全室倉庫。一端に乗務員室を設置。
- 2729 - CLEAR LAKE - ホミ835（ワキ66） - 1947年11月改造 ST - 1947年11月指定 - 1949年4月解除 → 1949年4月 ナニ6331に改造 ※全室倉庫。一端に乗務員室を設置。
- 2730 - LAKE ARROWHEAD - ホミ836（ワキ249） - 1947年11月改造 ST - 1947年11月指定 - 1949年4月解除 → 1949年4月 ナニ6334に改造 ※全室倉庫。一端に乗務員室を設置。
- 2731 - MIRROR LAKE - ホミ837 → ナミ837 → ナミ1845（ワキ227） - 1947年10月改造 NG - 1947年11月指定 - 1952年5月解除 → 1953年7月 貨車（原番）復帰 TS ※全室が常温倉庫であるが、車内は4室に区切られている。
- 2732 - CLEARWATER - ホミ838（ワキ79） - 1948年1月改造 MO - 1948年1月指定 - 1949年2月解除 → 1949年2月 ナニ6332に改造 ※全室倉庫。一端に乗務員室を設置。
- 2733 - SILVER SPRINGS - ホミ8310 → ホミ832 (II)  → ナミ832 (II)  → ナミ1840（ワキ224） - 1948年5月改造 OY - 1948年5月指定 - 1952年5月解除 → 1953年7月 貨車（原番）復帰 TS ※半室が常温倉庫、半室が販売員の居住スペース。天井に水タンクが設けられた。
- 2739 - SWIFTWATER - ホミ871 → ナミ1870（ワキ181） - 1949年1月指定 - 1952年7月解除 → 1953年7月 貨車（原番）復帰 OF ※半室が機械式の冷蔵庫、半室に冷却ユニットとディーゼル発電機を備える。天井に水タンク取り付け。
- 2740 - CRYSTAL FALLS - ホミ881 → ナミ1880（ワキ248） - 1949年1月指定 - 1952年7月解除 → 1953年9月 貨車（原番）復帰 OF ※半室が機械式の冷蔵庫、半室に冷却ユニットを備える。天井に水タンク取り付け。
- 2744 - SUNBURY - ナミ872 → ナミ1871（ワキ78） - 1949年1月指定 - 1952年7月解除 → 1953年8月 貨車（原番）復帰 OF ※半室が機械式の冷蔵庫、半室に冷却ユニットを備える。天井に水タンク取り付け。
- 2745 - SHICKSHINNY - ナミ882 → ナミ1881（ワキ193） - 1949年1月指定 - 1952年7月解除 → 1953年8月 貨車（原番）復帰 TS ※半室が機械式の冷蔵庫、半室に冷却ユニットとディーゼル発電機を備える。天井に水タンク取り付け。
- 2747 - MUDDY RUN - ナミ873 → ナミ1872（ワキ213） - 1949年2月指定 - 1952年7月解除 → 1953年8月 貨車（原番）復帰 TS ※半室が機械式の冷蔵庫、半室に冷却ユニットとディーゼル発電機を備える。天井に水タンク取り付け。
- 2748 - WHITE DEER CREEK - ナミ883 → ナミ1882（ワキ91） - 1949年2月指定 - 1952年7月解除 → 1953年7月 貨車（原番）復帰 TS ※半室が機械式の冷蔵庫、半室に冷却ユニットとディーゼル発電機を備える。天井に水タンク取り付け。
- 2753 - TURTLE CREEK - ナミ873 → ナミ1873（ワキ199） - 1949年2月指定 - 1952年7月解除 → 1953年8月 貨車（原番）復帰 TS ※半室が機械式の冷蔵庫、半室に冷却ユニットとディーゼル発電機を備える。天井に水タンク取り付け。
- 2754 - FISHING CREEK - ナミ884 → ナミ1883（ワキ149） - 1949年2月指定 - 1952年7月解除 → 1953年7月 貨車（原番）復帰 TS ※半室が機械式の冷蔵庫、半室に冷却ユニットとディーゼル発電機を備える。天井に水タンク取り付け。

### 荷物車
1両のみが、荷物車 (Baggage Car) に改造された。
- 3033 - WYOMING - ホミ839 → ナミ839 → ナミ1846（ワキ46） - 1948年1月改造 MO - 指定時期不明 - 1956年2月解除 → 1957年3月 貨車（原番）復帰 NG

### 部隊料理車
部隊料理車 (Troop Mess Car) とは、兵員用の食事の調理を行うための車両で、車内に調理設備を設けている。本形式からは、11両が指定された。部隊用簡易寝台車とともに使用された。
- 3301 - ANNISTON - ホシ801 → ホシ861 → ホシ1860（ワキ275） - 1946年10月改造 NG - 1946年6月軍番号指定 -1955年2月解除 → 1955年11月 貨車（原番）復帰 OM
- 3302 - ADA - ホシ802 → ホシ862 → ホシ1861（ワキ282） - 1946年10月改造 NG - 1946年6月軍番号指定 -1955年2月解除 → 1955年12月 貨車（原番）復帰 OM
- 3303 - BROWNWOOD - ホシ803 → ホシ863 → ホシ1862（ワキ246） - 1946年10月改造 NG - 1946年6月軍番号指定 -1955年2月解除 → 1955年12月 貨車（原番）復帰 OM
- 3304 - BENARES → CLARKSBURG - ホシ804 → ホシ864（ワキ204） - 1946年11月改造 OM - 1947年3月二次改造 HB - 1946年6月軍番号指定 - 1949年3月解除 → 1949年6月 ナニ6335に改造 NN
- 3304 (II)  - CLARKSBURG - ホシ864 → ホシ1613 （ワキ182） - 1950年7月指定 - 1955年7月解除 → 1958年3月 貨車（原番）復帰
- 3305 - BIRKENHEAD → SAN ANGELO - ホシ805 → ホシ865（ワキ236） - 1946年11月改造 OM - 1947年3月二次改造 HB - 1946年6月軍番号指定 - 1949年3月解除 → 1949年6月 ナニ6336に改造 NN
- 3305 (II)  - SAN ANGELO - ホシ865 → ホシ1614 （ワキ188） - 1950年7月指定 - 1955年7月解除 → 1958年3月 貨車（原番）復帰
- 3306 - BOLTON → SILVER CITY - ホシ806 → ホシ866（ワキ284） - 1946年11月改造 OM - 1947年3月二次改造 HB - 1946年6月軍番号指定 - 1949年3月解除 → 1949年6月 ナニ6337に改造 NN
- 3306 (II)  - SILVER CITY - ホシ866 → ホシ1615（ワキ206） - 1950年7月指定 - 1955年7月解除 → 1958年3月 貨車（原番）復帰
- 3307 - PUEBLO - ホシ867 → ホシ1616（ワキ225） - 1950年7月指定 - 1955年7月解除 → 1958年3月 貨車（原番）復帰
- 3308 - PLATTSBURGH - ホシ868 → ホシ1617（ワキ285） - 1950年7月指定 - 1955年6月解除 → 1958年3月 貨車（原番）復帰

### 雑種軍用客車
雑種軍用客車 (Miscellaneous Equipment Car) とは、その他に分類されない雑多な用途の軍務車である。教育車、教育車用荷物車、販売車用荷物車などがこれにあたる。本形式からは5両がこの区分となっている。
- 801 - SHREVEPORT - ホミ801 → ホミ800 → ホミ1800（ワキ215） - 1947年3月改造 MT - 指定時期不明 - 1953年8月解除 → 1954年10月 貨車（原番）復帰 MO ※教育車
- 802 (II)  - STRATFORD - ナミ834 → ナミ1842（ワキ103） - 1949年11月指定 - 1953年12月解除 → 1954年11月 貨車（原番）復帰 OM ※販売車用荷物車
- 803 (II)  - FAIRFIELD - ナミ835 → ナミ1843（ワキ99） - 1949年11月指定 - 1951年1月解除 - 1951年11月再指定 - 1952年8月解除 → 1953年9月 貨車（原番）復帰 OF ※販売車用荷物車
- 804 - SEA ISLAND - ホミ833 → ナミ833 → ナミ1841（ワキ147） - 1948年1月改造 OM - 1951年12月指定 - 1952年8月解除 → 1953年5月 貨車（原番）復帰 OM ※教育車用荷物車
- 805 (II)  - COLORADO - ナミ836 → ナミ1844（ワキ253） - 1950年8月指定 - 解除時期不明 → 1953年6月 貨車（原番）復帰 OM ※販売車用荷物車

## 他車種への改造

### 荷物客車への転用
1949年、連合国軍から返還されたもののうち、10両が貨車に復帰せず、整備のうえそのまま客車（荷物車）として使用された。その後は、貨車然としたスタイルのまま、急行列車にも連結され、優等列車でありながら混合列車風という、奇妙な光景を現出させた。

#### オニ6320形
オニ6320形は、旧番号ホミ845（ホミ845形。旧ワキ266）で、1両（オニ6320）のみの存在である。室内の一部が天井氷槽式の冷蔵室となっていたが、長野工場において冷蔵室付きの荷物車としたものである。その際に車掌室を設置し、車端部に開き戸が設けられた。1951年（昭和26年）2月には、大宮工場で救援車に改造されナヤ6560（ナヤ6560形）となったが、1953年（昭和28年）6月の称号規程改正によりナエ2704（ナエ2700形）に改称された。配置は尾久客車区であったが、1969年（昭和44年）5月に廃車された。

#### ナニ6330形
ナニ6330形は、1949年に返還されたホミ810形1両、ホミ830形5両、ホシ860形3両の9両を、荷物車（ナニ6330 - 6338）としたものである。外観上は、車掌室が設けられて専用の開き戸が設置されているのが、変更点である。形態的には、ワキ1形タイプ2を種車としたナニ6330 - 6332と、タイプ3を種車としたナニ6333 - 6338に分かれる。タイプ2を種車としたものについては、種車の片引戸が荷扱い上不便なため、内側式の両開き戸に改造されているのが特徴である。タイプ3改造車については、車掌室への開き戸設置以外、大きな変更はない。
1949年8月17日に発生した松川事件に遭遇したナニ6336は、翌年1月に廃車となったが、残りの8両は1953年（昭和28年）6月の車両称号規程改正によりナニ2500形となり、ナニ2500 - 2507に改番された。ナニ2500が1962年に廃車されたほかは、ナニ2501とナニ2502が1966年（昭和41年）6月、残りが1967年（昭和42年）3月に廃車となり形式消滅した。タイプ3改造車のうち5両は廃車後、車籍復活（復籍）の上、新幹線用救援車935形に改造されている。
番号の変遷は、次のとおりである。
- ホミ834（ワキ57） → ナニ6330 → ナニ2500
- ホミ835（ワキ66） → ナニ6331 → ナニ2501
- ホミ838（ワキ79） → ナニ6332 → ナニ2502
- ホミ831（ワキ173） → ナニ6333 → ナニ2503<ワキ284> → 935-3
- ホミ836（ワキ249） → ナニ6334 → ナニ2504<ワキ249> → 935-6
- ホシ864（ワキ204） → ナニ6335 → ナニ2505 → 935-5
- ホシ865（ワキ236） → ナニ6336
- ホシ866（ワキ284） → ナニ6337 → ナニ2506<ワキ173> → 935-4
- ホミ811（ワキ262） → ナニ6338 → ナニ2507 → 935-7

### 935形新幹線貨車
935形は、1967年に浜松工場で改造製作された東海道新幹線用の緩急車兼用救援車である。ワキ1形を起源とするものは、1 - 7の7両で、そのうち1はタイプ1のワキ40、2はタイプ2のワキ61、5両 (3 - 7) はタイプ3を起源とするナニ2500形からの改造車（新旧番号対照は前節を参照）である。なお、935形は全部で25両製作されたが、残りはワキ1000形の改造車である。
車内にディーゼル発電機と事故救援器材庫、作業員控室を設けており、妻面には推進運転時の前方監視窓、幕板部には前照灯が取り付けられた。台車は、スリーピース型鋳鋼製TR41Cの標準軌版であるTR8000に交換されており、最高運転速度は70 km/hに低下した。
3 - 7は前述のように復籍車であるが、改造（改番）の手続きはワキ1形時の原番との対照で行われており、復籍の手続きも定かでない。この際の新旧番号対照と現車の旧番号が異なっていることが趣味者の調査により判明している。ここで掲げた対照は、現車調査によるものを正としてある（番号対照による書類上の旧番は、<括弧書き>とした）。ワキ1形を起源とするグループは、老朽化によりワキ1000形改造グループの16 - 25により置換えられ、1977年（昭和52年）に廃車となっている。

## 同型車

### 台湾総督府鉄道ワル10000形

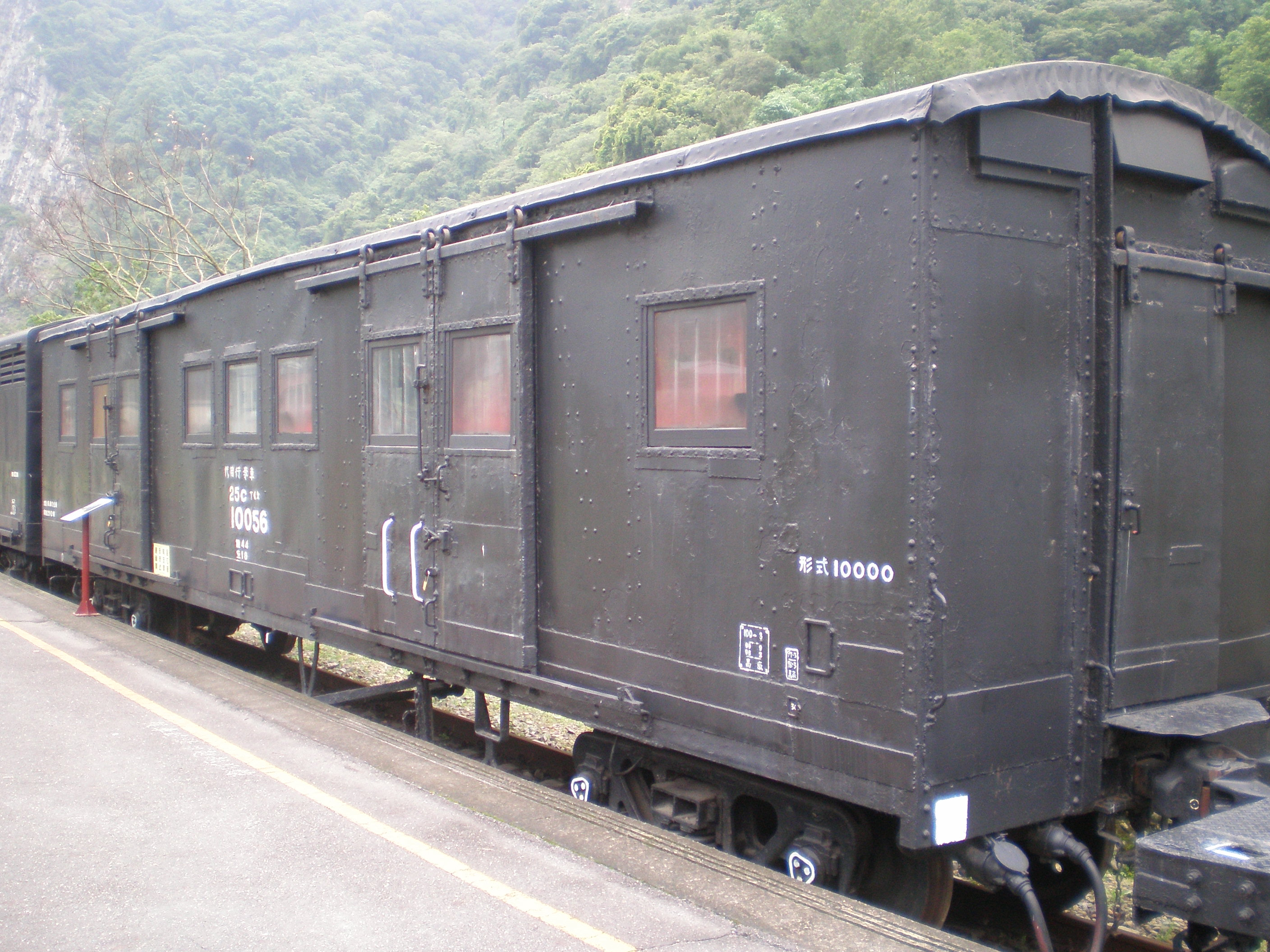
台湾鉄路管理局25C10056

ワル10000形は、1939年、台湾総督府鉄道向けに製造された本形式の同系車である。車体の形状はタイプ3と同様であるが、屋根上の通風器は4個である。製造時の台車はアーチバー型の鉄道省TR20相当であった。戦後は台湾鉄路管理局に引き継がれ、25トン積み篷車25C10000形と改称された。
製造両数は不明であるが、1993年には91両が在籍していたのが確認されている。台車は戦後に枕ばねがコイルばねでコロ軸受け式のスリーピース型鋳鋼製の標準台車に交換された。
本形式は、代用客車（三等客車または行李車＝荷物車）としても使用された。一部は、事業用の宿榮車（工事用宿泊車）に改造され、25ES10000形に改称されている。

### サハリン州鉄道N-1形
1948年から1949年にかけて、ソヴィエト連邦のサハリン州鉄道向けに160両が製造、輸出されたものである。形態はタイプ2に準じており、台車は当時のサハリン向け貨車と同様のTR24を履いているが、床下の側ブレーキが設けられていない。
1993年頃時点で、窓が増設され深緑色の塗装が施された本形式が現役であることが確認されている。